# Miriam Gruß

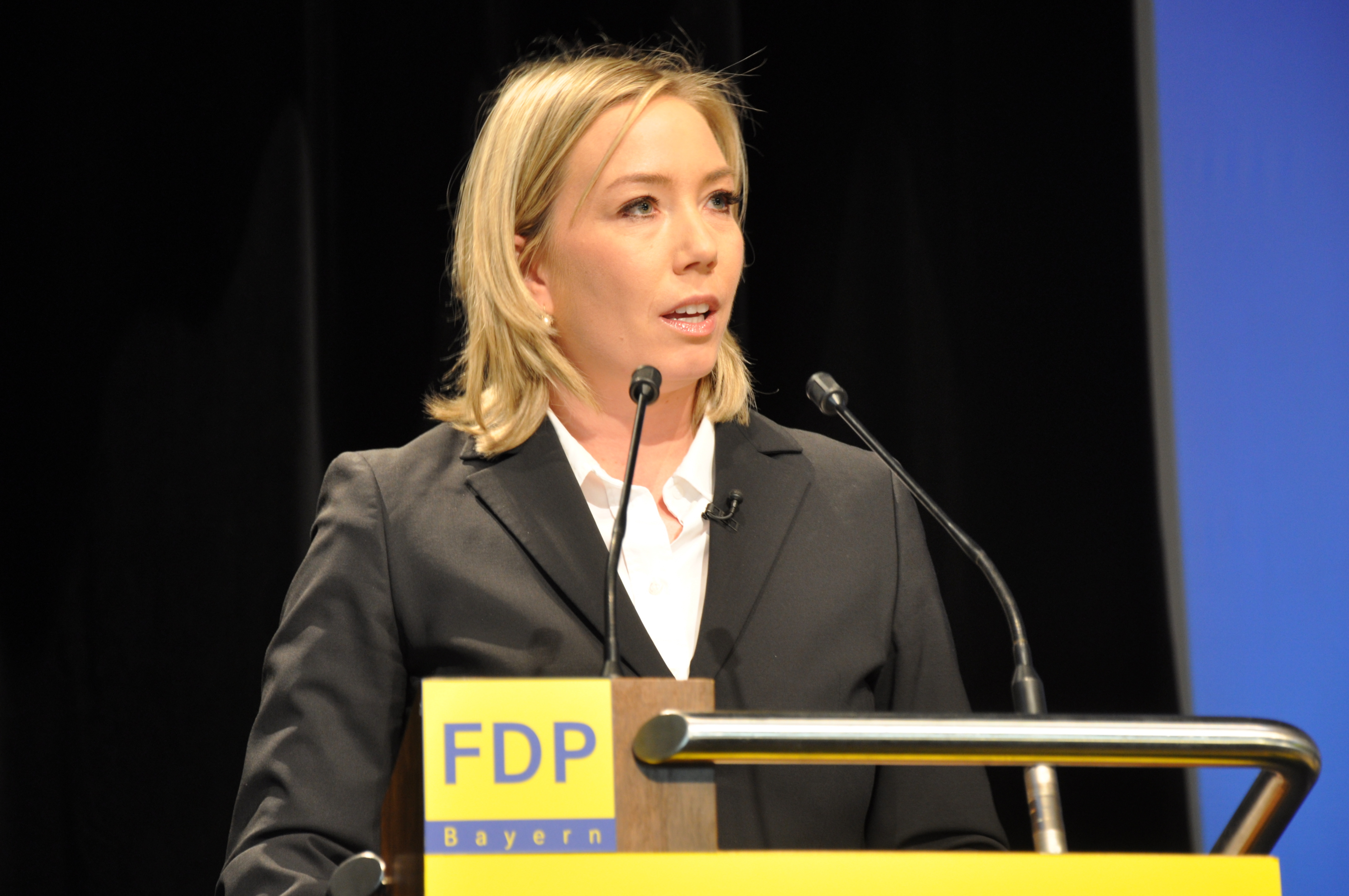
Miriam Gruß 2009 bei einer Rede vor dem 60. Parteitag der FDP Bayern.

Miriam Gruß, geb. Krebs, (* 3. Dezember 1975 in Bobingen) ist eine deutsche Politikerin (FDP). Sie war von 2009 bis 2013 Generalsekretärin der FDP Bayern und von 2009 bis 2011 eine von sechs stellvertretenden FDP-Bundestagsfraktionsvorsitzenden.

## Leben und Beruf
Nach dem Abitur 1994 am Gymnasium Königsbrunn studierte Miriam Gruß zunächst bis 1997 Rechtswissenschaft an der Universität Augsburg. Ab 1996 absolvierte sie ein Studium der Politikwissenschaften an der Hochschule für Politik München und der Universität Augsburg, welches sie 2001 als Diplom-Politologin beendete. Anschließend war sie bis 2005 als selbständige Wirtschaftsberaterin bei der MLP AG in München und Augsburg tätig. Daneben war sie von 2003 bis 2005 nebenberufliche Trainerin an der MLP Corporate University in Heidelberg. Zudem war Gruß Mitglied im deutschen UNICEF-Komitee. Seit 2023 arbeitet sie beim IT- und Business-Consulting-Unternehmen CGI (Unternehmen) als Executive Consultant. 
Miriam Gruß ist verheiratet und hat zwei Kinder.

## Partei
Seit 1997 ist sie Mitglied der FDP. Nachdem Miriam Gruß schon seit 1999 stellvertretende Vorsitzende des FDP-Kreisverbandes Augsburg-Stadt war, wurde sie 2003 zur Vorsitzenden des FDP-Kreisverbandes Augsburg-Stadt gewählt. Seit 2005 ist sie außerdem Vorsitzende des FDP-Bezirksverbandes Schwaben. Am 14. Februar 2009 wurde sie auf Vorschlag von Sabine Leutheusser-Schnarrenberger vom FDP-Landesparteitag zur Generalsekretärin der FDP Bayern gewählt und wurde damit Nachfolgerin von Martin Zeil. Auf dem Landesparteitag 2011 wurde sie mit 54 % der Stimmen nur knapp im Amt bestätigt.
Im Juni 2010 wurde sie in eine Programmkommission gewählt, die ein neues Grundsatzprogramm für die FDP erarbeiten soll.
Seit dem 18. Juni 2017 war sie 1. Bürgermeisterin der Stadt Gundelfingen an der Donau. 2023 verzichtete sie auf eine Wiederwahl und schied zum 18. Juni 2023 aus dem Amt aus.

## Abgeordnete
Von 2005 bis 2013 war sie Mitglied des Deutschen Bundestages. Dort war sie familienpolitische Sprecherin der FDP-Bundestagsfraktion.
Im Deutschen Bundestag saß sie im Ausschuss für Familie, Senioren, Frauen und Jugend und im Ausschuss für Arbeit und Soziales und stellvertretendes Mitglied in der Kommission zur Wahrnehmung der Belange der Kinder und im Unterausschuss „Bürgerschaftliches Engagement“. Zu ihren Initiativen zählte die Forderung, die Rechte von Kindern im Grundgesetz zu verankern. Diese Forderung wurde in einer Rede der Bundeskanzlerin bei einer Veranstaltung der Initiative „Deutschland für Kinder“ am 29. August 2006 zum Thema gemacht. Darauf aufbauend startete Miriam Gruß eine fraktionübergreifende Initiative zu diesem Thema.
Einer breiteren Öffentlichkeit wurde sie bekannt, als sie im März 2006 vorschlug, Fußball-Bundestrainer Jürgen Klinsmann nach einem verlorenen Länderspiel vor den Sportausschuss des Deutschen Bundestages zu zitieren.
Miriam Gruß ist über die Landesliste Bayern in den Bundestag eingezogen. Ihr Wahlkreis ist Augsburg-Stadt.
Am 26. Oktober 2009 wurde Gruß von der Bundestagsfraktion der FDP zu einer der sechs stellvertretenden Vorsitzenden gewählt. Am 10. Mai 2011 kandidierte sie erneut als stellvertretende Fraktionsvorsitzende und verlor die Abstimmung gegen ihren Gegenkandidaten Martin Lindner mit 42:46 Stimmen.
Durch das Scheitern der FDP an der Fünf-Prozent-Hürde bei der Bundestagswahl 2013 ist sie im 18. Bundestag nicht mehr vertreten.

## Schriften
- Politische Führung bedarf Leistungsbereitschaft und Leidenschaft. In: Regina Jankowitsch, Annette Zimmer (Hrsg.): Political Leadership. Annäherungen aus Wissenschaft und Praxis, polisphere. Berlin / München / Brüssel 2008.
- Ein liberales Familienbild für Morgen. In: Philipp Rösler/Christian Lindner (Hrsg.): Freiheit: gefühlt – gedacht – gelebt. VS-Verlag, Wiesbaden 2009, ISBN 978-3-531-16387-1.